# Saul (Voltaire)
Saül, in späteren Ausgaben auch unter dem Titel Saül und David, ist eine Prosatragödie in fünf Aufzügen von Voltaire. Das 1763 fertiggestellte Schauspiel wurde lediglich einmal auf den ausdrücklichen Wunsch Friedrichs II. in Berlin aufgeführt. Es ist, wie auch viele andere Schriften Voltaires, von antisemitischen Klischees geprägt. Geschaffen für die Kampagne Écrasez l’infâme, erlebte die am 8. Juli in Rom auf den Index gesetzte Buchausgabe mehrere Einzel- und Sammelauflagen.

## Handlung
Akt 1
Der Prophet Samuel hat Saül gegen seinen Willen gesalbt und ist nach dessen Wahl zum König der grausamste seiner Feinde geworden. Agag, König der Ainaléciten, ist Saüls Gefangener. Er bietet ein Lösegeld an, Saül aber schenkt ihm ohne ein solches die Freiheit. Samuel sagt dem Judenkönig, es reue Gott, dass er ihn habe regieren lassen, Saül sei schuldig, einen König begnadigt zu haben. Auf Samuels Anordnung binden die Priester Agag, dessen Vorhaut ein Verbrechen vor dem Herrn sei, auf einem Tisch und zerstückeln seinen Körper. – David erscheint mit 500 Räubern.
Akt 2
David ist im Gespräch mit seiner Gattin Michol, der Tochter Saüls. Er will dessen Nachfolge antreten. Deshalb stellt er sich nicht nur mit dem Judenkönig gut, sondern auch mit dessen Feinden Samuel und Akis, dem König von Geth. Michol ist verärgert darüber, dass ihr Gatte, der ihr ewige Liebe geschworen hat, sich mit der jungen Witwe Abigaïl eine zweite Frau genommen hat. Saüls Tochter muss sich belehren lassen, dass ein König mehrere Frauen brauche. David äußert bei dieser Gelegenheit, er habe 18 Frauen. Mit Erleichterung nehmen die beiden Gattinnen auf, dass Samuel an einem Schlaganfall gestorben ist. Saül erklärt, dass er die hübsche Abigaïl nach der bevorstehenden Schlacht gegen die Philister für sich nehmen werde. Mit einem Besen zwischen den Beinen erscheint die Pythonisse, eine berühmte Zauberin in Israel, und ist zufrieden, dass sie für ein paar fragwürdige Auskünfte ihr Geld bekommt. Saül zieht in die Schlacht.
Akt 3
Der Judenkönig ist in der Schlacht ebenso gefallen wie sein Sohn Jonathas. Damit sieht sich David als König. Saül hat allerdings noch einen Sohn Isboseth, den lässt der Machtsüchtige durch zwei Handlanger ermorden. Danach lässt er sich von seinen Kapitänen als neuer König feiern. Er versichert Bethsabée, die gleichzeitig seine Konkubine und Frau Uries ist, er wolle nur noch sie lieben – seine übrigen Frauen seien nur würdig, ihre Dienerinnen zu sein. Bethsabée erinnert ihn daran, dass er das Gleiche am Vormittag bereits der jungen Abigaïl gesagt habe. Die Konkubine ist schwanger und hat Angst, von ihrem Mann, mit dem sie seit einem Monat nicht mehr geschlafen hat, geschlagen zu werden. David gibt Weisung, dass Urie an die erste Stelle eines Zuges gegen die Philister gesetzt werde – sollte er dabei nicht sterben, soll er von hinten ermordet werden.
Akt 4
Nun ergeben sich für den König Probleme in der eigenen Familie: Sein Sohn Ammon vergewaltigt seine Schwester Thamar, woraufhin sein anderer Sohn Absalon den Bruder tötet, sodann eine Revolte gegen seinen Vater durchführt und diesen auf die Straße setzt. Abigaïl wechselt daraufhin in das Lager Absalons. Urie ist unterdessen auftragsgemäß beseitigt worden. Absalon wird an einem Baum aufgehängt gefunden – sehr zur Freude Davids, der nun wieder die Königsmacht hat.
Akt 5
Der Prophet Gag macht David den Vorwurf, er habe mit der Volkszählung eine schwere Sünde begangen, jetzt müsse er zwischen Hungersnot, Krieg und Pest wählen – der König bevorzugt die Pest in der Hoffnung, dass der Prophet daran zugrunde gehe. Da Bethsabée nicht mehr schön ist, entdeckt David, dass er kalte Füße hat und ein 15-jähriges Mädchen braucht, um sich erwärmen zu lassen; so kommt die Sunamitin Abisag zu ihm, die auch schon andere aufgewärmt hat. Der König will indes sein Wort halten, dass Bethsabées Sohn Salomon sein Erbe sei. Abonias, Sohn Davids und seiner 17. Frau, möchte ebenfalls seine Nachfolge antreten und außerdem Abisag haben. David merkt, dass seine letzte Stunde gekommen ist, und verfasst sein Testament, in dem er Salomon zum König der Juden macht und ihm bei dieser Gelegenheit aufträgt, er solle Abonias ermorden, was der designierte Nachfolger zusagt. Nach Davids Ableben übernimmt Salomon auch die naive Abisag.

## Literarische Vorlage und biografische Bezüge
Voltaire gab die Tragödie als Übersetzung des fiktiven englischen Parlamentariers Huet, eines Großneffen des Bischofs Pierre Daniel Huet, aus. Huet hatte demnach 1728 einen Skandal erregt, da er mit dem Titel The man after the heart of God  einen Vergleich König George II. mit dem biblischen König David relativiert habe. Voltaire beabsichtigte während der Affäre Calas und der folgenden Kampagne Écrasez l’infâme darum, den Stoff der Bibel als literarische Fiktionen zu entlarven.

## Aufführungen und zeitgenössische Rezeption
Die schwer aufzuführende Tragödie, nach einem späteren Titel ein Hyperdrama, wurde von Voltaire nicht an den Bühnen eingereicht. Lediglich eine Aufführung in Berlin 1768 auf Anordnung Friedrichs II. ist bekannt. Der junge Goethe war in seiner Darstellung im 12. Buch von Dichtung und Wahrheit über die Tragödie mehr als empört: 

„Eben von dieser gemütlichen Seite war ich gegen alle Spöttereien geschützt, weil ich deren Unredlichkeit sogleich einsah. Ich verabscheute sie nicht nur, sondern ich konnte darüber in Wut geraten, und ich erinnere mich noch genau, daß ich in kindlich fanatischem Eifer Voltairen, wenn ich ihn hätte habhaft werden können, wegen seines »Souls« gar wohl erdrosselt hätte...“

## Drucklegung
Manuskripte der 1762 verfassten Tragödie zirkulierten in Paris ab dem Januar 1763. Die vermutlich erste gedruckte Ausgabe erschien mit falscher Jahresangabe 1755 bei den Brüdern Cramer in Genf. Die Zurückdatierung diente der Verwirrung der Zensur und führte möglicherweise dazu, dass die Tragödie  1765 verzögert in Rom auf den Index gesetzt wurde. Saul erlebte mehrere Einzelauflagen mit veränderten Titeln und Untertiteln. Ein Pariser Raubdruck von 1763, nach der Auffassung des Polizeiinspektors d'Hemery ein Lütticher Druck, wurde von Voltaire mehrfach abgelehnt. 1764 wurde Saul in die von Voltaire redigierte atheistische und antikirchliche Sammlung Evangile de la Raison und 1768 in den fünften Band der Nouveaux Mélanges philosophiques aufgenommen. Entgegen der Gewohnheit Voltaires kam die Tragödie ohne Widmungen und Beigaben heraus.

## Erste Ausgaben
- Saül, tragédie tirée de l´Ècriture Sainte, ohne Impressum (recte Genf Cramer), 1755 (recte 1763), 8°, 48 S.
- Saül, tragédie tirée de l´Ècriture Sainte. Par Mr. DE......., ohne Impressum, MDCCCLVIII (sic!), (recte 1763), 8°, 46 S.
- Saül, tragédie tirée de l´Ècriture Sainte. Par M. de Voltaire, Génève (recte Paris), 1763 , 8°, 61 S.
- Saül, hyperdrame héroi-comique en cinq actes, par M. de V., ohne Impressum (Jean-Baptiste-Hyacinthe Leclerc, Nancy, 1764), 8°, 57 S.
- Saül, tragédie tirée de l´Ècriture Sainte. Par M. de Voltaire. Nouvelle Edition, London, Pierre Marteau, 1767, 8°, 64 S.
- Saül et David, tragédie en cinq actes, d'après l'anglais intitulé "The Man after God's own heart", Robert Freemann in Pater-Noster-Row, 1760 (recte Amsterdam, Marc-Michel Rey, 1768), 8°, 56 S.
- Saül et David, Tragédie, D'après l'anglais intitulé "The Man after God's own heart", Robert Freemann in Pater-Noster-Row, 1760 (unbekannt, recte nach 1768), 8°, 43 S.

## Belege
1. ↑  Léon Poliakov: Die Aufklärung und ihre judenfeindliche Tendenz (= Geschichte des Antisemitismus, Bd. 5). Heintz, Worms 1983, ISBN 3-921333-88-1, S. 100–112.
2. ↑  Vgl. Voltaire. Oeuvres complètes 5. Théâtre – Tome quatrième. Paris 1877, p. 569–611. Siegfried Detemple: Voltaire: Die Werke, Katalog zum 300. Geburtstag, Berlin, 1994, S. 149.
3. ↑  Eric van der Schueren: Saul, in: Dictionnaire Voltaire, Hachette Livre, 1994, S. 208.
4. ↑  Eric van der Schueren: Saul, in: Dictionnaire Voltaire, Hachette Livre, 1994, S. 209.
5. ↑  Heinrich Joseph Wetzer: Kirchen-Lexikon: oder, Encyklopädie der katholischen Theologie und ihrer Hilfswissenschaften, Band 11, Teil 1, S. 742.
6. ↑  Jean Marie Querard: Bibliographie Voltairienne, Paris, Didot, 1842, S. 43.